# 贝拉宰马-杜尚
贝拉宰马-杜尚是葡萄牙阿威罗区的一个堂区。总面积20.09平方公里，总人口588人，人口密度29.3人/平方公里。